# Alessandro di Prussia
Federico Guglielmo Luigi Alessandro di Prussia (in tedesco Friedrich Wilhelm Ludwig Alexander; Berlino, 21 giugno 1820 – Berlino, 4 gennaio 1896) è stato un principe e generale prussiano.

## Biografia
Alessandro era il figlio del principe Federico di Prussia, e di sua moglie, la principessa Luisa di Anhalt-Bernburg.

## Carriera militare
Si arruolò in giovane età e fu assegnato al quartier generale del principe ereditario Federico durante la guerra austro-prussiana. Durante la mattinata della battaglia decisiva di Königgrätz, un episodio raccontò che mentre era a cavallo, scappò via; Alessandro è stato trovato più tardi nel pomeriggio seduto a cavallo in un bosco vicino, affermando che il suo cavallo aveva insistito per andarci.
Ha servito come generale di fanteria nell'esercito prussiano. Era anche un capo del III° reggimento fanteria occidentale e capo del II° reggimento di granatieri della guardia nel Landwehr.

## Morte
Nel 1891, Alessandro frequentò la località di Marienbad e si imbarcò per Ostend per tre o quattro settimane.
Viaggiando in Svizzera, Alessandro amava rimanere sotto il titolo di Conte di Tecklenburg. Nel novembre 1852, Alessandro andò a visitare la sua amica molto malata, la duchessa d'Orléans, nella sua tenuta a Losanna, sebbene sopravvisse per altri sei anni.
Verso la fine di dicembre del 1895, Alessandro si "ammalò gravemente". Morì alle undici meno un quarto dell 4 gennaio 1896 dopo aver sofferto per qualche tempo. L'imperatore e l'imperatrice erano al suo capezzale quando morì. Il 9 gennaio, il suo funerale  ebbe luogo nella cattedrale di Berlino. Con la sua morte, la corte di Berlino tenne un periodo di lutto di un mese, causando la modifica delle funzioni della stagione mondana e delle feste di corte. Anche le escursioni di caccia predisposte per il mese furono cancellate. Alcuni dei membri del suo entourage ricevettero lasciti abbastanza sostanziali, ma il resto della sua proprietà passò al fratello minore, Giorgio, e dopo la sua morte, al suo figlioccio, Oscar di Prussia.

## Ascendenza
|                                                  |                                         |                                                           | Genitori                                                   |  |  | Nonni |  |  | Bisnonni                            |  |  | Trisnonni                        |  |
|                                                  |                                         |                                                           |                                                            |  |  |       |  |  | 8. Federico Guglielmo II di Prussia |  |  | 16. Augusto Guglielmo di Prussia |  |
|                                                  |                                         |                                                           |                                                            |  |  |       |  |  | 8. Federico Guglielmo II di Prussia |  |  | 16. Augusto Guglielmo di Prussia |  |
|                                                  |                                         | 17. Luisa Amalia di Brunswick-Wolfenbüttel                |                                                            |  |  |       |  |  | 8. Federico Guglielmo II di Prussia |  |  |                                  |  |
| 4. Luigi di Prussia                              |                                         |                                                           |                                                            |  |  |       |  |  | 8. Federico Guglielmo II di Prussia |  |  |                                  |  |
|                                                  |                                         | 9. Federica Luisa d'Assia-Darmstadt                       | 18. Luigi IX d'Assia-Darmstadt                             |  |  |       |  |  |                                     |  |  |                                  |  |
|                                                  |                                         | 9. Federica Luisa d'Assia-Darmstadt                       | 18. Luigi IX d'Assia-Darmstadt                             |  |  |       |  |  |                                     |  |  |                                  |  |
|                                                  |                                         | 9. Federica Luisa d'Assia-Darmstadt                       | 19. Carolina del Palatinato-Zweibrücken-Birkenfeld         |  |  |       |  |  |                                     |  |  |                                  |  |
| 2. Federico di Prussia                           |                                         | 9. Federica Luisa d'Assia-Darmstadt                       |                                                            |  |  |       |  |  |                                     |  |  |                                  |  |
|                                                  |                                         | 10. Carlo II di Meclemburgo-Strelitz                      | 20. Carlo Ludovico Federico di Meclemburgo-Strelitz        |  |  |       |  |  |                                     |  |  |                                  |  |
|                                                  |                                         | 10. Carlo II di Meclemburgo-Strelitz                      | 20. Carlo Ludovico Federico di Meclemburgo-Strelitz        |  |  |       |  |  |                                     |  |  |                                  |  |
|                                                  |                                         | 10. Carlo II di Meclemburgo-Strelitz                      | 21. Elisabetta Albertina di Sassonia-Hildburghausen        |  |  |       |  |  |                                     |  |  |                                  |  |
| 5. Federica di Meclemburgo-Strelitz              |                                         | 10. Carlo II di Meclemburgo-Strelitz                      |                                                            |  |  |       |  |  |                                     |  |  |                                  |  |
|                                                  |                                         | 11. Federica d'Assia-Darmstadt                            | 22. Giorgio Guglielmo d'Assia-Darmstadt                    |  |  |       |  |  |                                     |  |  |                                  |  |
|                                                  |                                         | 11. Federica d'Assia-Darmstadt                            | 22. Giorgio Guglielmo d'Assia-Darmstadt                    |  |  |       |  |  |                                     |  |  |                                  |  |
|                                                  |                                         | 11. Federica d'Assia-Darmstadt                            | 23. Maria Luisa Albertina di Leiningen-Dagsburg-Falkenburg |  |  |       |  |  |                                     |  |  |                                  |  |
| 1. Alessandro di Prussia                         |                                         | 11. Federica d'Assia-Darmstadt                            |                                                            |  |  |       |  |  |                                     |  |  |                                  |  |
|                                                  | 12. Federico Alberto di Anhalt-Bernburg | 24. Vittorio Federico di Anhalt-Bernburg                  |                                                            |  |  |       |  |  |                                     |  |  |                                  |  |
|                                                  | 12. Federico Alberto di Anhalt-Bernburg | 24. Vittorio Federico di Anhalt-Bernburg                  |                                                            |  |  |       |  |  |                                     |  |  |                                  |  |
|                                                  | 12. Federico Alberto di Anhalt-Bernburg | 25. Albertina di Brandeburgo-Schwedt                      |                                                            |  |  |       |  |  |                                     |  |  |                                  |  |
| 6. Alessio Federico Cristiano di Anhalt-Bernburg | 12. Federico Alberto di Anhalt-Bernburg |                                                           |                                                            |  |  |       |  |  |                                     |  |  |                                  |  |
|                                                  |                                         | 13. Luisa Albertina di Schleswig-Holstein-Sonderburg-Plön | 26. Federico Carlo di Schleswig-Holstein-Sonderburg-Plön   |  |  |       |  |  |                                     |  |  |                                  |  |
|                                                  |                                         | 13. Luisa Albertina di Schleswig-Holstein-Sonderburg-Plön | 26. Federico Carlo di Schleswig-Holstein-Sonderburg-Plön   |  |  |       |  |  |                                     |  |  |                                  |  |
|                                                  |                                         | 13. Luisa Albertina di Schleswig-Holstein-Sonderburg-Plön | 27. Cristiana Irmingarda Reventlow                         |  |  |       |  |  |                                     |  |  |                                  |  |
| 3. Luisa di Anhalt-Bernburg                      |                                         | 13. Luisa Albertina di Schleswig-Holstein-Sonderburg-Plön |                                                            |  |  |       |  |  |                                     |  |  |                                  |  |
|                                                  |                                         | 14. Guglielmo I d'Assia-Kassel                            | 28. Federico II d'Assia-Kassel                             |  |  |       |  |  |                                     |  |  |                                  |  |
|                                                  |                                         | 14. Guglielmo I d'Assia-Kassel                            | 28. Federico II d'Assia-Kassel                             |  |  |       |  |  |                                     |  |  |                                  |  |
|                                                  |                                         | 14. Guglielmo I d'Assia-Kassel                            | 29. Maria di Hannover                                      |  |  |       |  |  |                                     |  |  |                                  |  |
| 7. Maria Federica d'Assia-Kassel                 |                                         | 14. Guglielmo I d'Assia-Kassel                            |                                                            |  |  |       |  |  |                                     |  |  |                                  |  |
|                                                  |                                         | 15. Guglielmina Carolina di Danimarca                     | 30. Federico V di Danimarca                                |  |  |       |  |  |                                     |  |  |                                  |  |
|                                                  |                                         | 15. Guglielmina Carolina di Danimarca                     | 30. Federico V di Danimarca                                |  |  |       |  |  |                                     |  |  |                                  |  |
|                                                  |                                         | 15. Guglielmina Carolina di Danimarca                     | 31. Luisa di Hannover                                      |  |  |       |  |  |                                     |  |  |                                  |  |
|                                                  |                                         | 15. Guglielmina Carolina di Danimarca                     |                                                            |  |  |       |  |  |                                     |  |  |                                  |  |

## Titoli

### Titoli e stili
- 21 giugno 1820-4 gennaio 1896: Sua Altezza Reale il principe Alessandro di Prussia